# David Hirst
David Hirst, född 1936, är en  mellanösternkorrespondent, placerad i Beirut. 

## Biografi
Hirst studerade 1956 – 1963 vid Oxford University och American University i Beirut. Han rapporterade till Guardian från 1963 till 1997 och har också skrivit för Christian Science Monitor, Irish Times, St Petersburg Times, Newsday, San Francisco Chronicle och Daily Star. 
Hirst har kidnappats två gånger och har flera gånger förbjudits att besöka olika arabländer, däribland Egypten, Syrien, Saudiarabien och Irak.
Mest känd har Hirst blivit genom boken The Gun and the Olive Branch (i svensk översättning Geväret och olivkvisten) som kom ut först 1977. Den blev snabbt ett standardverk när det gäller Palestinakonflikten. Boken har sedan dess utkommit i ytterligare två upplagor. Eftersom boken hävdar att den sionistiska sidan i huvudsak varit den aggressiva parten och den som bär huvudansvaret för det våld som ägt rum, har Hirst med boken utmanat konventionella uppfattningar i Västvärlden.

## Böcker
- Oil and Public Opinion in the Middle East (1966) ISBN 0-571-06593-7
- Sadat (1981) ISBN 0-571-11690-6
- The Gun and the Olive Branch (2003) ISBN 0-571-21945-4
- Geväret och olivkvisten. Översättn. Ulla Ericsson och Ingvar Rydberg. Alhambra 2011.  ISBN 978-91-86063-17-7
- Beware of Small States: Lebanon, Battleground of the Middle East (2010) ISBN 9780571237418